# Cầu Elżbieta Zawacka ở Toruń
Cầu Elżbieta Zawacka (có tên cũ là Cầu Wschodni) là cây cầu vượt mới được xây dựng gần đây trên sông Vistula ở Toruń dọc theo quốc lộ số 91. Tên của cây cầu được đặt theo tên của vị tướng Elżbieta Zawacka.

## Lịch sử
Cây Cầu Elżbieta Zawacka chính thức hoạt động vào tháng 12 năm 2013, mặc dù ý tưởng xây cây cầu bắc qua sông Vistula đã có từ rất lâu trước đó. Năm 1935, kiến trúc sư Ignacy Tłoczek cũng đã đề ra ý tưởng xây dựng cây cầu bắc qua sông, tuy nhiên vào thời điểm đó chưa thực hiện được. Mãi đến năm 2003, thống đốc của Thành phố Toruń là ông Bernard Kwiatkowski mới phát động lại ý tưởng xây cây cầu này. Và đến đầu năm 2010 thì cây cầu chính thức được xây dựng xây dựng, sau gần 3 năm thì cây cầu này mới hoàn thành. Trước đó vào ngày 24 tháng 10 năm 2013, trong cuộc họp của các Ủy viên Hội đồng thành phố Toruń, đã quyết định đặt tên cho cây cầu theo tên của Tướng Elżbieta Zawacka.
Việc xây dựng một cây cầu này cho phép kết nối quốc lộ số 91 với đường số 15 và số 80, đây là một trong những khoản đầu tư lớn nhất của việc xây dựng cầu tại thời điểm hiện tại, được tiến hành ở Ba Lan (chi phí xây dựng là 753 triệu PLN). Cây cầu giúp sự lưu thông giữa các tuyến đường, kết nối hai bên bờ sông, giảm ùn tắc trong thành phố.

## Chi tiết
Cây cầu dài 540 m và rộng 24 m. Cấu trúc cầu dạng vòm bằng thêm, với kết cấu 2 nhịp, mỗi nhịp 270m. Cây cầu gồm 4 làn đường cho hai chiều đi (mỗi bên 2 làn), ngoài ra còn có các cơ sở hạ tầng bổ sung như các bến xe buýt, vỉa hè, đường dành cho xe đạp, đèn chiếu sáng và cống thoát nước. Tổng chiều dài của tuyến đường của cầu với tuyến đường bắt đầu kết nối vào là 4,1 km.

## Giải thưởng
- Cây cầu đã được ban giám khảo cuộc thi của Liên hiệp Công nhân của các cây cầu  của Ba Lan công nhận là "Công trình cầu của năm 2013".[7]
- Cây cầu đã được trao giải thưởng trong cuộc thi "Những đầu tư hàng đầu của thành phố 2014"

## Thư viện ảnh

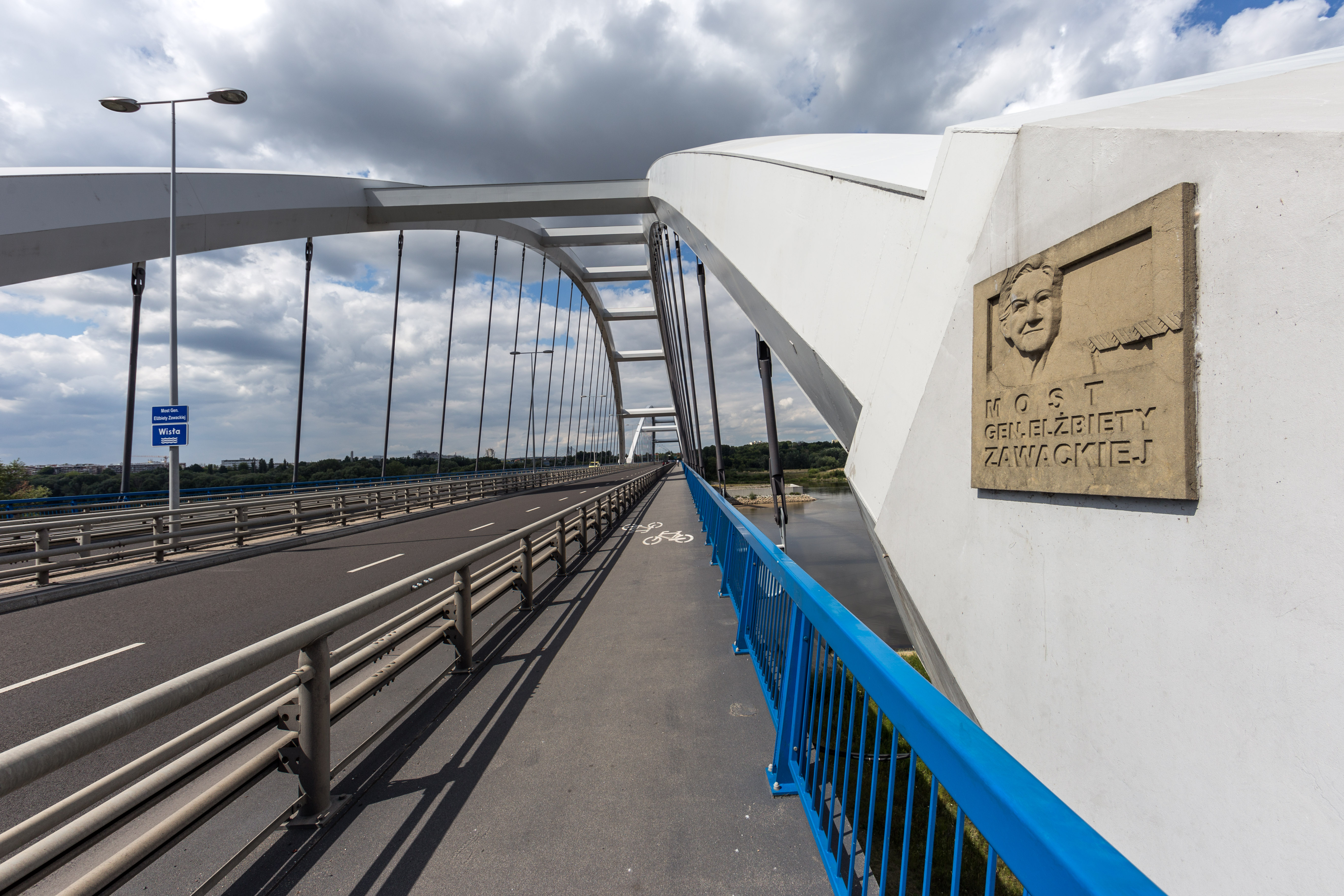
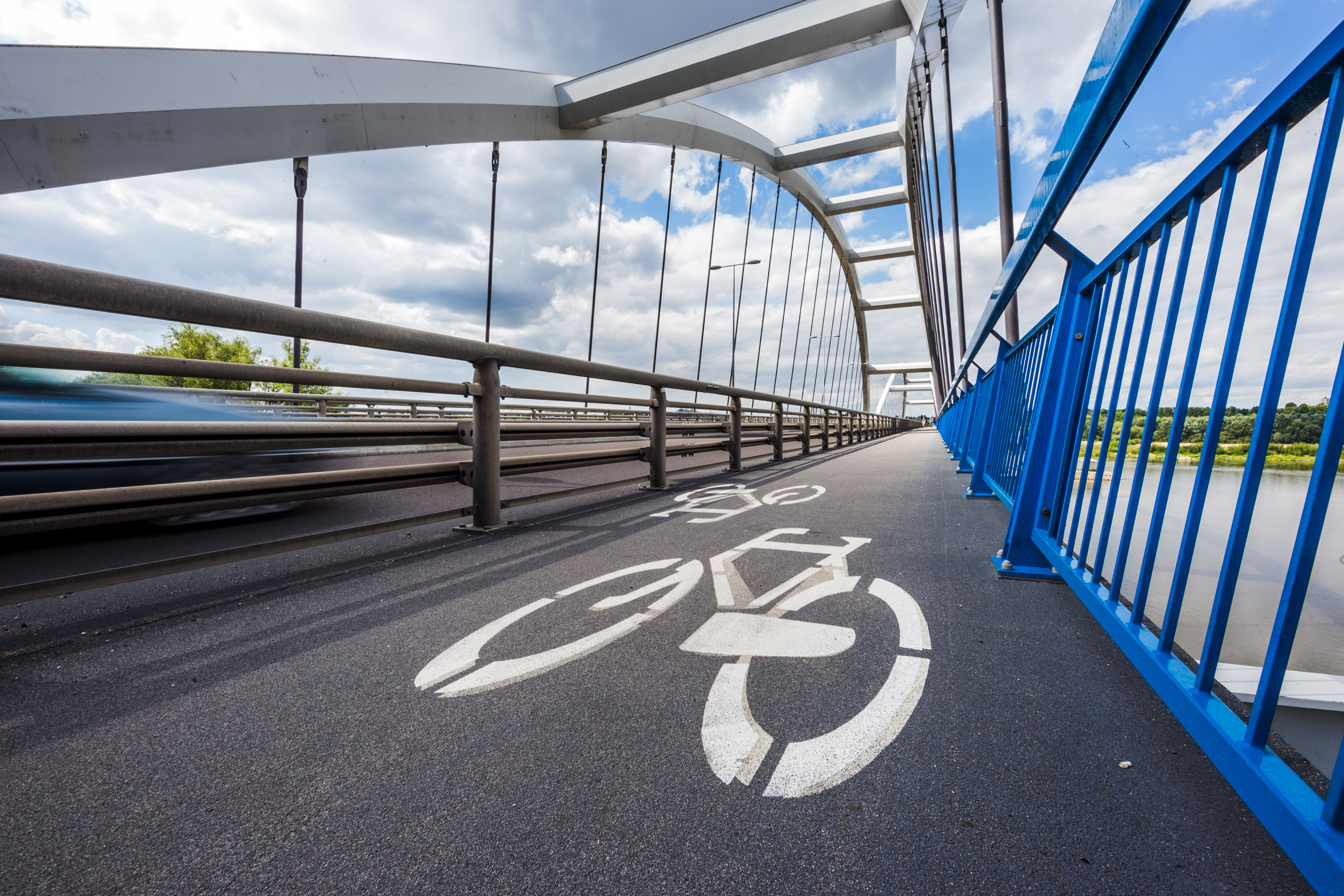
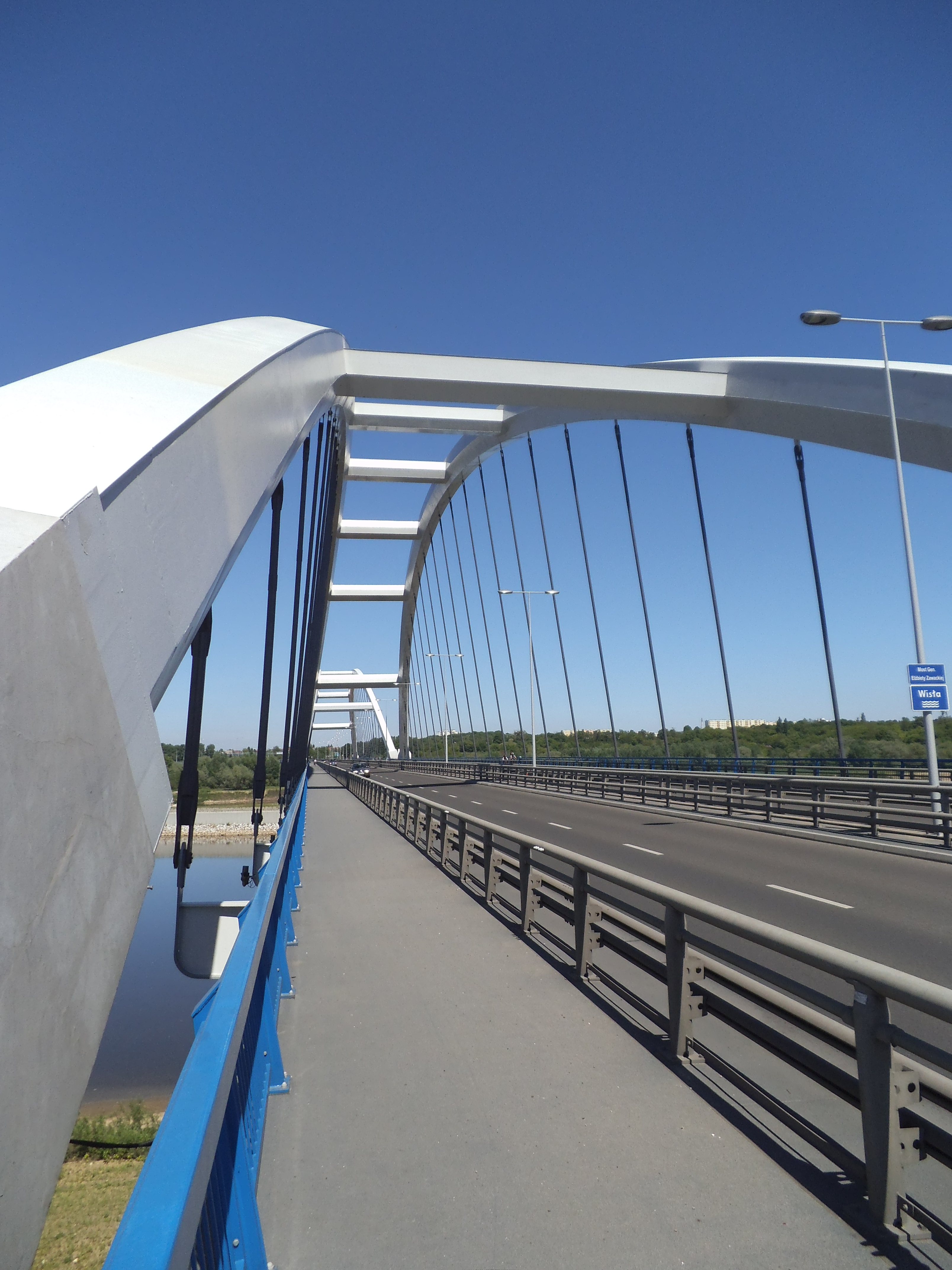
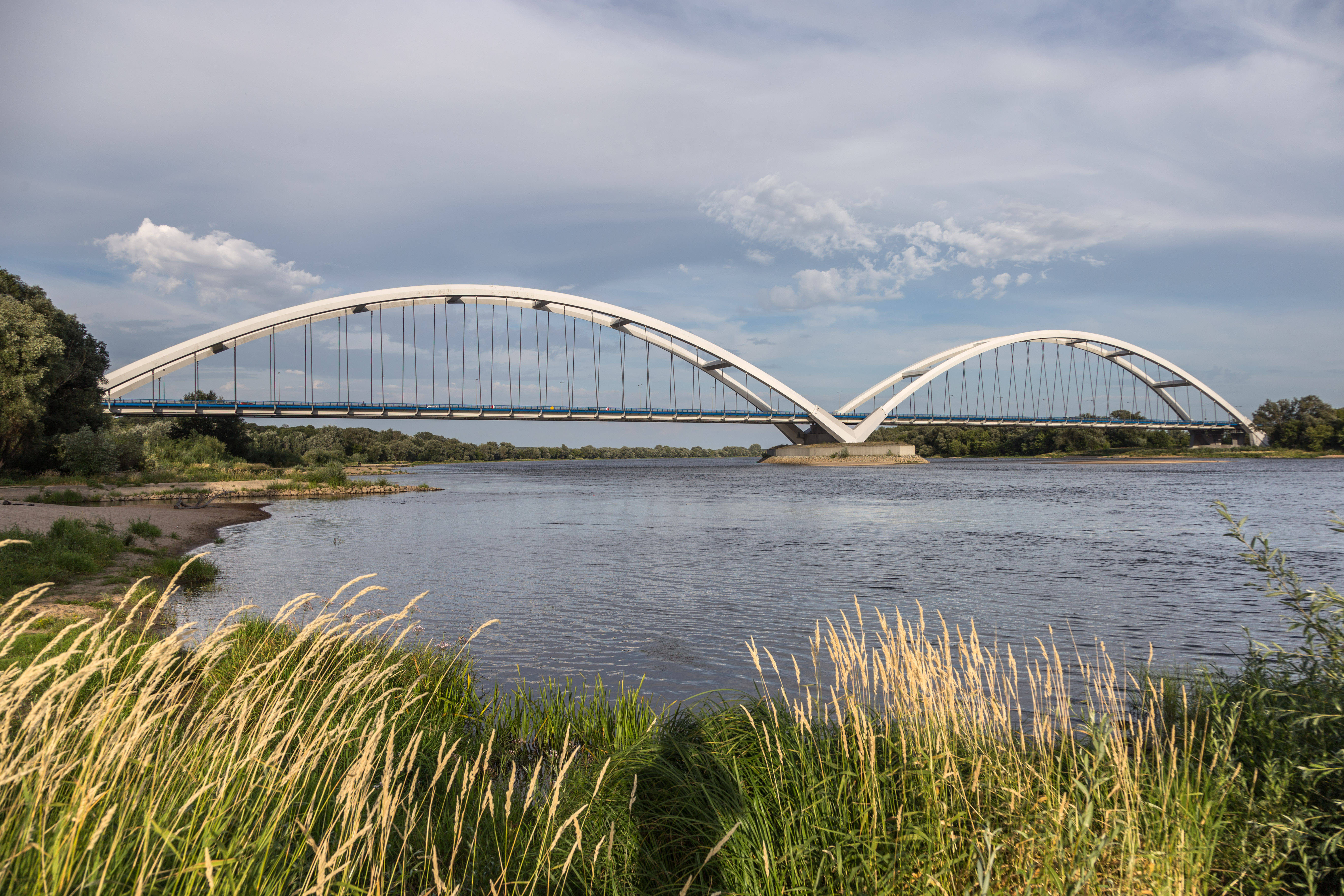
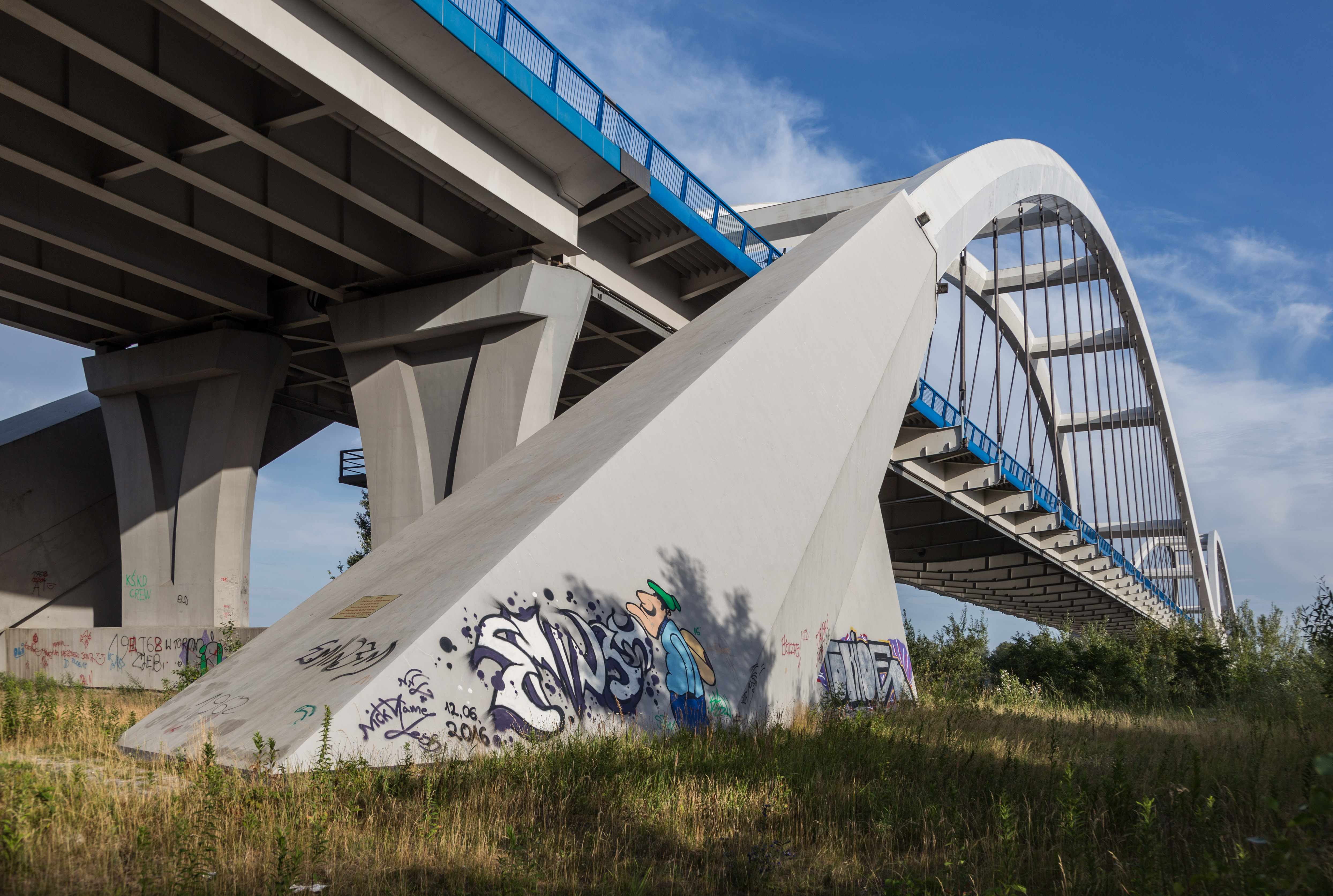
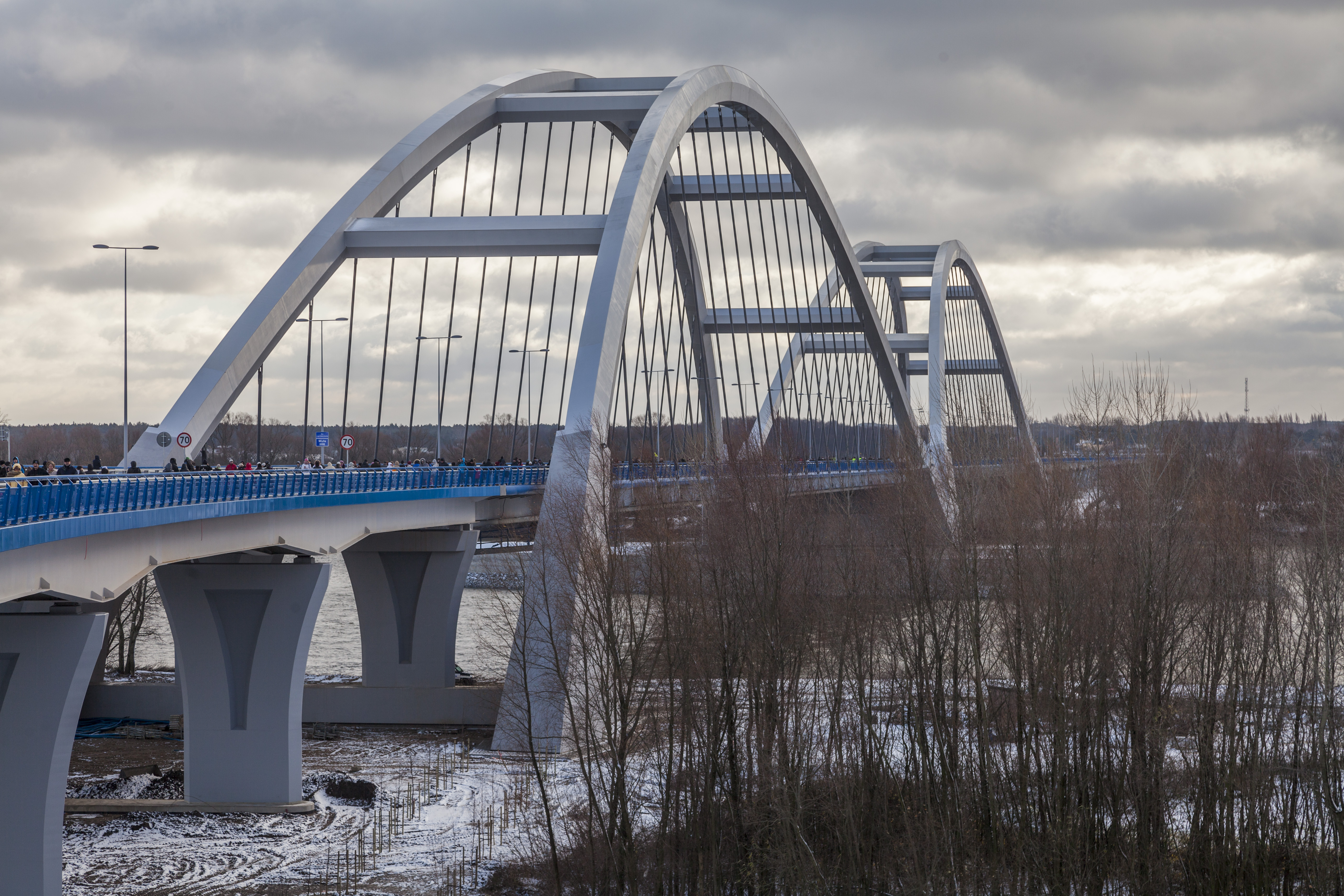